# Повзик блакитний
Повзик блакитний (Sitta azurea) — вид горобцеподібних птахів родини повзикових (Sittidae).

## Поширення
Вид поширений на Малайському півострові (на крайньому півдні Таїланду та півночі Малайзії) та на островах Суматра і Ява. мешкає у тропічних і субтропічних вологих гірських лісах на висоті 900—2700 метрів над рівнем моря.

## Підвиди
- S. a. expectata (Hartert, 1914) — Малайський півострів, Суматра;[3]
- S. a. nigriventer (Robinson & Kloss, 1919) — західна частина Яви[4][5];
- S. a. azurea (Lesson, 1830) — центральна і східна частина Яви.[3]

Підвиди повзика блакитного
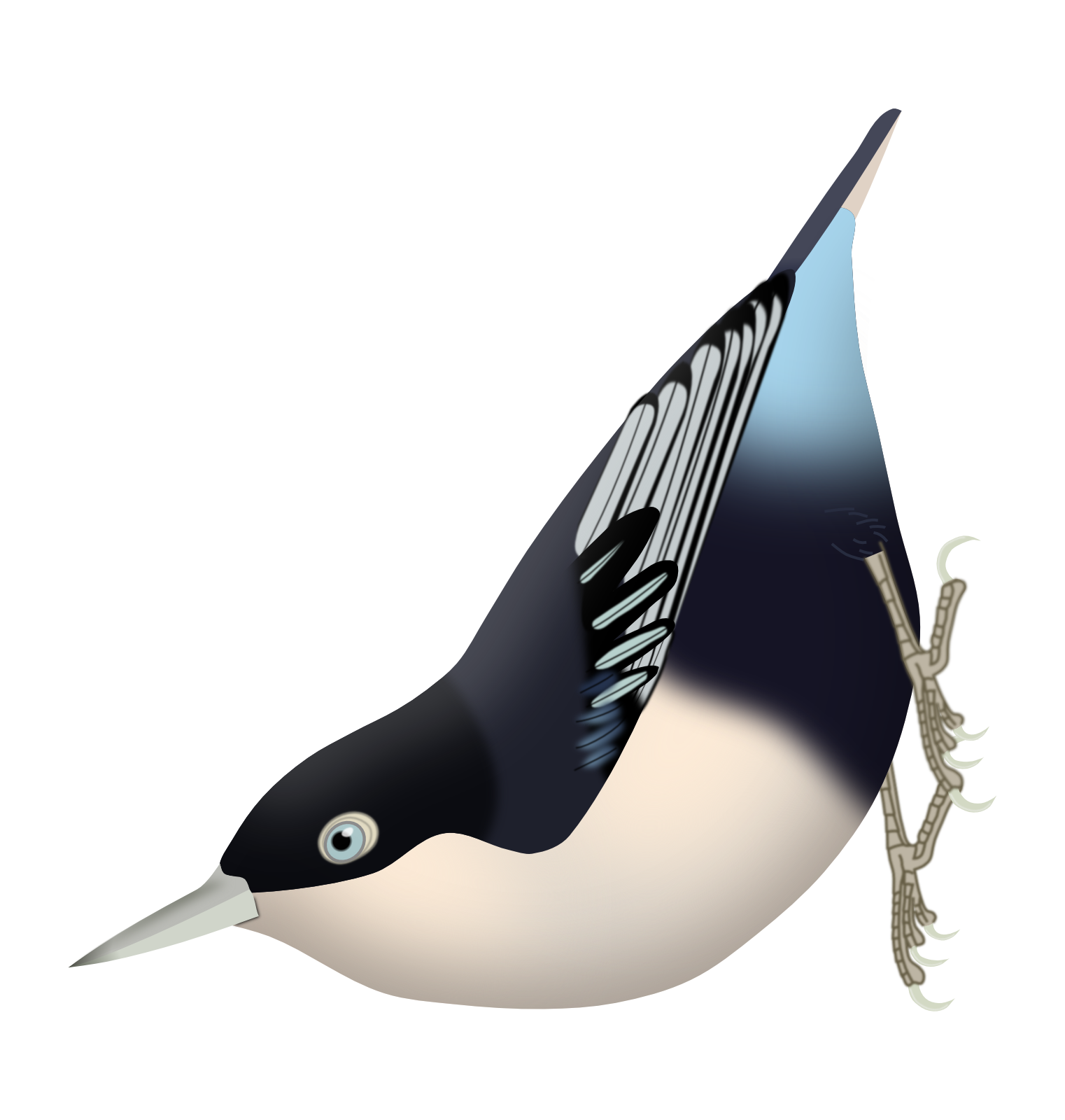
Sitta azurea expectata.
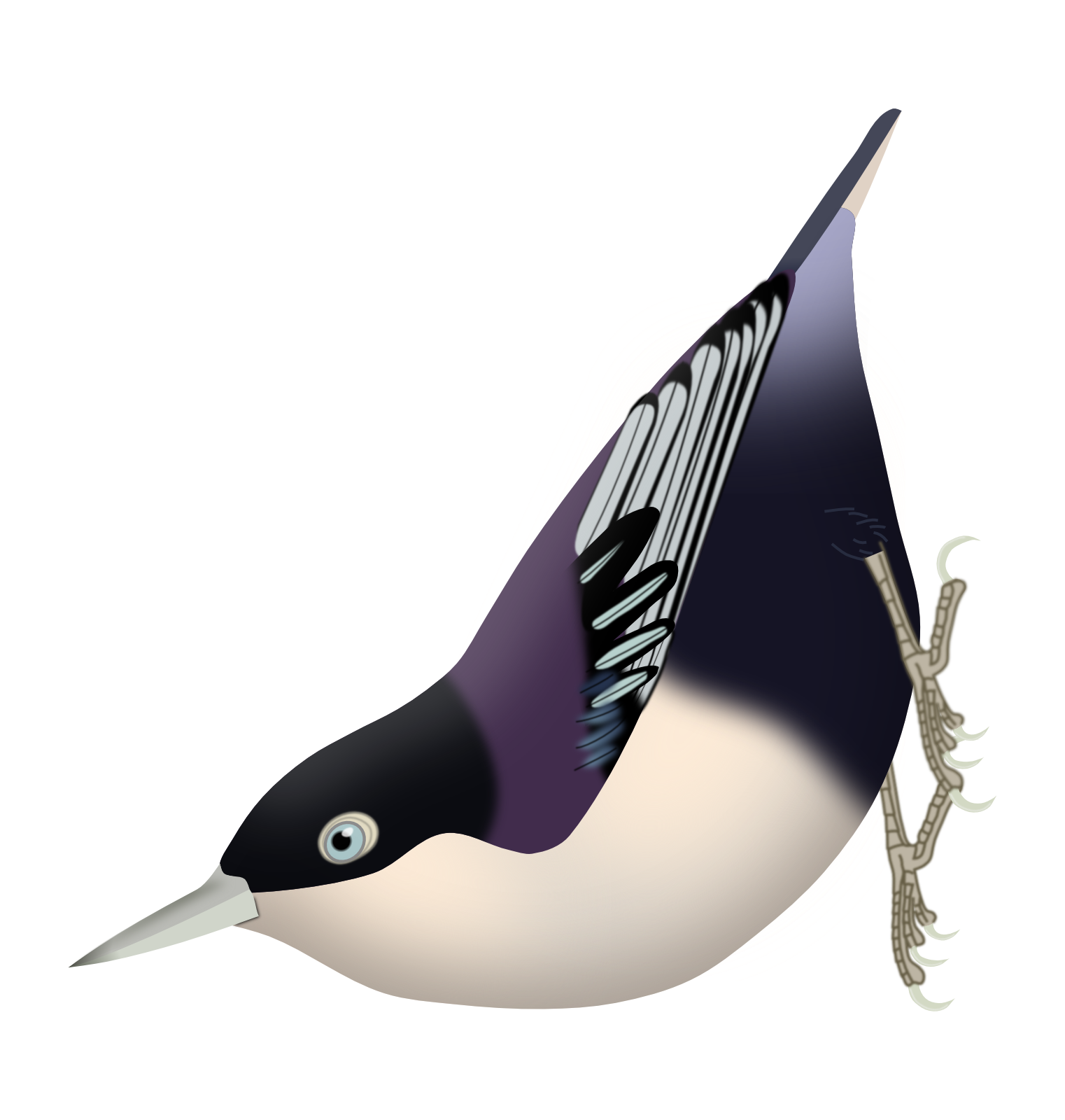
Sitta azurea azurea.
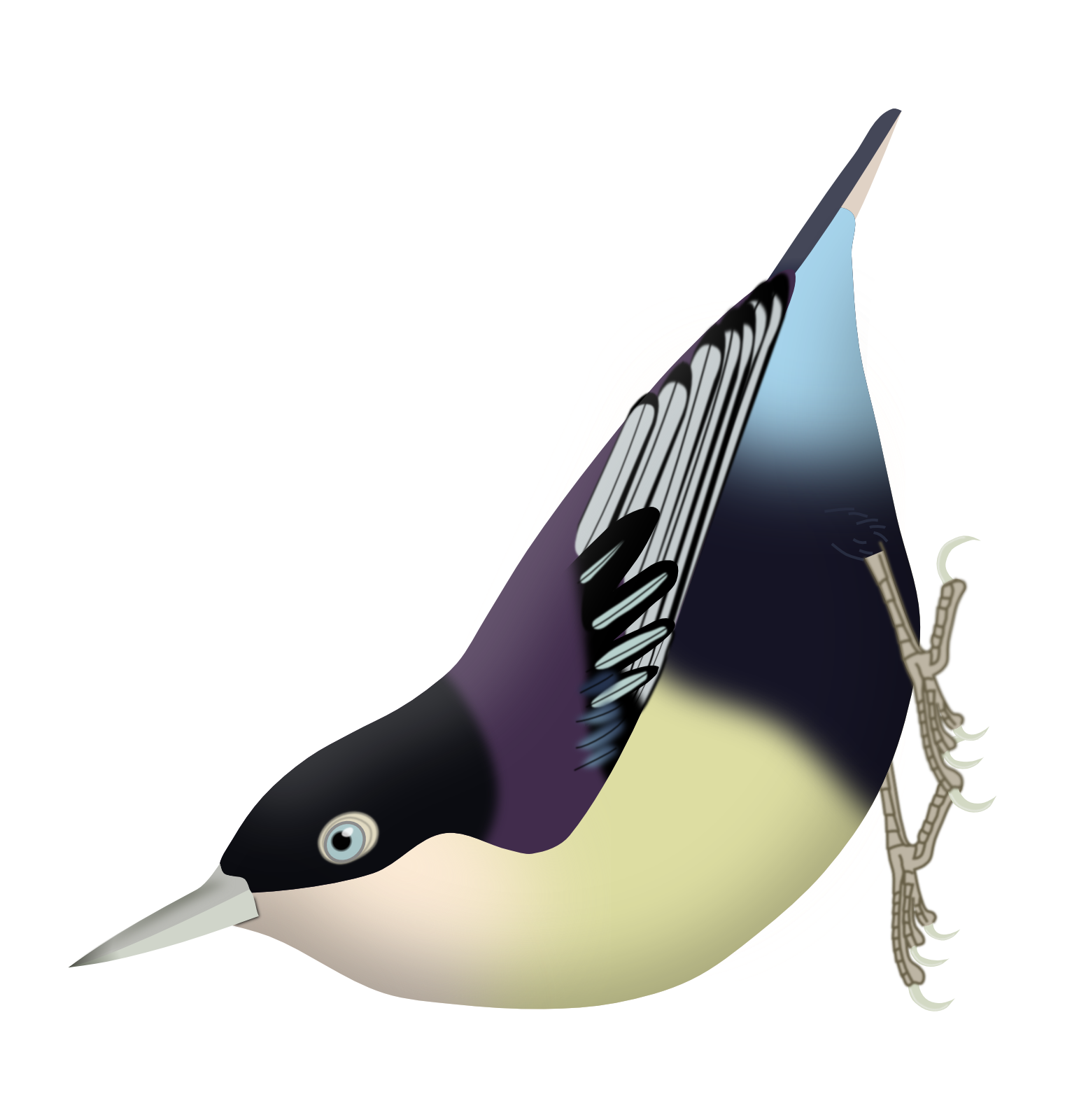
Sitta azurea nigriventer.